# Карл Сендберг
Карл А́вгуст Сендберг (Carl Sandburg; 6 січня 1878, Гейлсберг, Іллінойс, США — 22 липня 1967, Флет-Рок, Північна Кароліна, США — американський поет, історик, романіст, фольклорист, лауреат Пулітцерівської премії (1919, 1940, 1951).

## Біографія
Народився у сім'ї шведських іммігрантів. Закінчив вісім класів, через потребу підтримувати сім'ю покинув школу 1891 р., розвозив молоко, був швейцаром, працював на фермі. 1897 року мандрує Америкою.
Записався до армії під час іспансько-американської війни, служив у Пуерто-Рико і водночас був військовим кореспондентом «Гейлсберг Дейлі Мейл». Повернувся додому восени 1898 р. і вступив до коледжу, одночасно з навчанням працював пожежником.
Як поет дебютував в авангардистському журналі «Поетрі», отримав позитивний відгук Езри Паунда
.
Переймався правами робітників і працював для соціал-демократичної партії у Вісконсині, писав памфлети. У штабі партії познайомився з майбутньою дружиною — Ліліан Стайхен, одружився 1908 р. На посаді секретаря мера Мілвокі пробув у 1910—1912 роках.
У подальшому зосереджується на письменницькій та дослідницькій діяльності. Найбільш знаний і шанований у США завдяки біографії Авраама Лінкольна (6 томів).
Помер Карл Сендберг 22 липня 1967 року в себе вдома в Північній Кароліні, де мешкав з дітьми та онуками. Його поховали відповідно до заповіту у рідному місті Гейлсберзі.

## Творчість

### Поезія
У першій збірці «Чикаго» (1916) поет «змальовує не парадний, а зворотний бік Чикаго» і прославляє працелюбність, гордість і життєздатність його мешканців. Героями поезій є прості робітники, народ. Карла Сендберга також називають наступником традиції Волта Вітмена. Він часто використовує форму верлібру, інколи звукопис, «варіюючи ритми, експлуатуючи багатство не лише лексики, але й наголосів та інтонацій різних мовних шарів».

### «Авраам Лінкольн» (біографія)
Є автором біографії Авраама Лінкольна, два томи якої вийшли друком у 1926 р. під назвою «Abraham Lincoln: The Prairie Years». Пізніше написав ще чотири томи («Abraham Lincoln: The War Years»). Аврааму Лінкольну також присвячена поема зі збірки «Народе, так!».

### Казки
1922 р. з'явилися казки для дітей Rootabaga Stories. Оповідачами часто виступають самі герої, описують світ вигаданої країни і її мешканців, походження імен, зокрема пропонують фантастичні пояснення появи деяких літер. Письменник грає зі словами, завдяки чому виникають складні імена та назви місцевостей. Слідом за першою книгою у 1923 р. вийшло продовження — «Rootabaga Pigeons».

## Нагороди
Тричі лауреат Пулітцерівської премії, уперше отримав у 1919 р. за вірш «Лущильники кукурудзи» (Corn Huskers). Друга нагорода була присуджена за біографію Авраама Лінкольна 1940 р., а третя у 1951 р. за збірку поезій «Complete Poems».

## Твори

### Поезія
- Безжальний екстаз (In Reckless Ecstasy) (1904)
- Чикаго (Chicago Poems) (1916)
- Лущильники кукурудзи (Cornhuskers) (1918)
- Дим і криця (Smoke and Steel) (1920)
- Гори спаленого сонцем Заходу (Slabs of the Sunburnt West) (1922)
- Вибрані поеми (Selected Poems) (1926)
- Доброго ранку, Америко (Good Morning, America) (1928)
- Народ — так! (The People, Yes) (1936)
- Harvest Poems (1950)
- Complete Poems (1950)
- Мед і сіль (Honey and Salt) (1963)

### Проза
- Rootabaga Stories(1922)
- Rootabaga Pigeons(1923)
- Abraham Lincoln: The Prairie Years (1926)
- The American Songbag (1927)
- Steichen the Photographer (1929)
- Mary Lincoln: Wife and Widow (1932)
- Abraham Lincoln: The War Years (1939)
- The New American Songbag (1950)

### Українські переклади
- Кикоть В. М. Американська поезія у перекладах Валерія Кикотя. Київ : Видавничий дім «Кондор», 2020. 180 с. [Укр., англ. мови]. ISBN 978-617-7939-17-6.